# Správní rada Vysokého učení technického v Brně
Správní rada Vysokého učení technického v Brně je dozorčím orgánem, který se řídí Zákonem o vysokých školách a Statutem správní rady. Má právo veta případě nákupu a prodeje nemovitého majetku a movitého majetku vyšší hodnoty, při zakládání právnické osoby a převodu majetku do jejího vlastnictví. Dále se vyjadřuje se k dlouhodobému záměru, rozpočtu a výročním zprávám vysoké školy a k dalším věcem, které jim předloží rektor nebo ministr školství.

## Členové
Správní rada má 15 členů, které po projednání s rektorem jmenuje a odvolává ministr školství, tak, aby v ní byli zastoupeni zejména představitelé veřejného života, územní samosprávy a státní správy. Členství v radě trvá šest let, po dvou letech je obměněna třetina členů. Členové mezi sebou volí svého předsedu a místopředsedu, jejichž volební období je dvouleté a jedna osoba může tuto funkci vykonávat maximálně dvě období po sobě.
Současným předsedou správní rady je Michal Štefl, místopředsedou pak Vladimír Jeřábek, člen dozorčí rady Komerční banky.